# Vila-sana
Vila-sana è un comune spagnolo di 540 abitanti situato nella comunità autonoma della Catalogna.